# Åkersberga

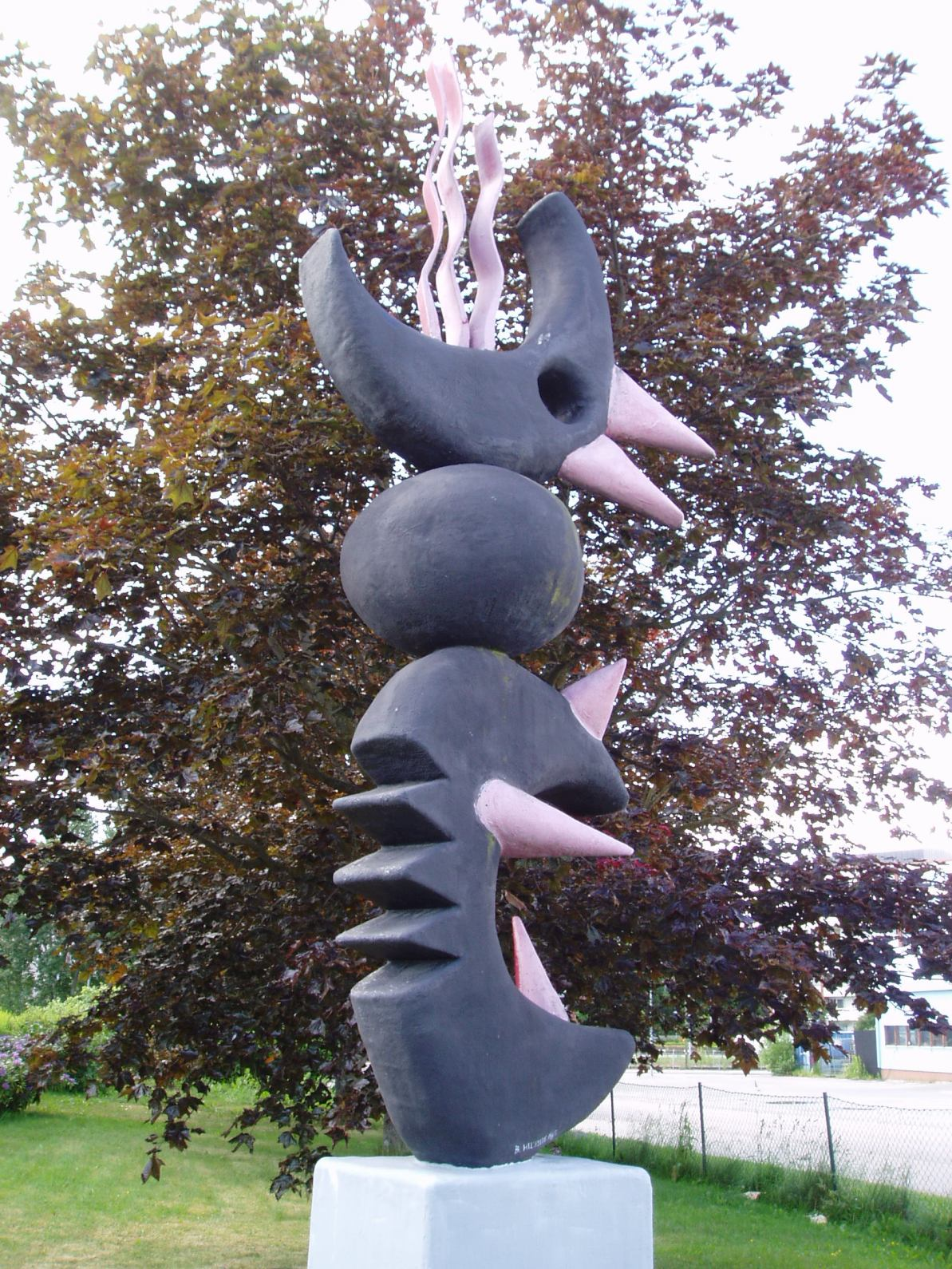
Skulptur vid f.d. brandstationen

Åkersberga (uttalas med betoningen på ordledet -be'rga) är en tätort i Uppland och  centralort i Österåkers kommun, Stockholms län. Antalet invånare uppgick år 2016 till 33 361.

## Historia
1901 byggdes en järnvägsstation vid Södra Roslags Kustbana på ett gärde som tillhörde gården Berga i Österåkers socken. För att skilja den från andra stationer med samma namn skyltades den som "Åkers Berga", det vill säga "Berga i Åkers skeppslag". Senare kom namnet att skrivas med bindestreck och slutligen bildades dagens namn Åkersberga. Företaget AB Åkersberga-Trälhavet förlängde banan med två stationer, Tunagård och nuvarande slutstationen Österskär, områden som bebyggdes med villor. 
Vid Åkersberga station etablerades butiker, postkontor, skola och kommunhus. Från 1930-talet räknas både Åkersberga och Österskär som tätorter, med 286 respektive 277 invånare år 1935. Sedan 1950 anses de båda orterna sammanväxta. Då det kommunala centralortsbegreppet infördes 1971 blev Åkersberga centralort i Österåkers kommun. Åren 1974–1983 var Åkersberga centralort i Vaxholms kommun, för att efter delningen åter bli Österåkers centralort. På 1990-talet byggdes köpcentrumet Skutan ut och Åkersbergatunneln skapades genom överdäckning av en genomfartsled. 

### Befolkningsutveckling
| Befolkningsutvecklingen i Åkersberga 1950–2020 | Befolkningsutvecklingen i Åkersberga 1950–2020 | Befolkningsutvecklingen i Åkersberga 1950–2020 | Befolkningsutvecklingen i Åkersberga 1950–2020 | Befolkningsutvecklingen i Åkersberga 1950–2020 |
| --- | ---------------------------------------------- | ---------------------------------------------- | ---------------------------------------------- | ---------------------------------------------- |
| |                                                |                                                |                                                |                                                |
| År |                                                |                                                | Folkmängd                                      | Areal (ha)                                     |
| 1950 | 1950                                           |                                                | 1 197                                          |                                                |
| 1960 | 1960                                           |                                                | 3 573                                          | 820                                            |
| 1965 | 1965                                           |                                                | 6 444                                          | 838                                            |
| 1970 | 1970                                           |                                                | 11 875                                         |                                                |
| 1975 | 1975                                           |                                                | 17 700                                         |                                                |
| 1980 | 1980                                           |                                                | 20 357                                         |                                                |
| 1990 | 1990                                           |                                                | 23 556                                         | 1 338                                          |
| 1995 | 1995                                           |                                                | 23 871                                         | 1 354                                          |
| 2000 | 2000                                           |                                                | 24 858                                         | 1 361                                          |
| 2005 | 2005                                           |                                                | 26 727                                         | 1 617                                          |
| 2010 | 2010                                           |                                                | 28 033                                         | 1 627                                          |
| 2015 | 2015                                           |                                                | 32 659                                         | 2 460                                          |
| 2020 | 2020                                           |                                                | 35 747                                         | 2 534                                          |
| Anm.: Sammanvuxen med Hagbyhöjden, Norrö, del av Skärgårdsstad, Härsbacka, Flaxenvik samt Ättarö 2015. Spånlöt egen tätort 2015, återgick 2023. Småorten Sävastby och Lappdal uppgick i tätorten 2018 |                                                |                                                |                                                |                                                |

## Områden i Åkersberga
- Lervik
- Margretelund
- Brevik
- Runö
- Sjökarby
- Skånsta
- Hacksta
- Smedby
- Brofästet
- Söra
- Åkersberga centrum
- Österskär
- Solskiftet
- Kungsätra
- Tråsättra
- Tuna Gård
- Storhagen
- Båtstorp
- Åkerstorp

### Åkersberga centrum
Åkersberga centrum är shoppinggalleria, torg och butiker som utgör den centrala mötes- och handelsplatsen i Åkersberga. Huvudbyggnaden består av två sammanbyggda fastigheter vid namn Skutan (1976) och Kajutan (1995) och centrumet har cirka 60 butiker. Ägare är finska Citycon och kommunala Armada Fastigheter. På grund av stor efterfrågan och brist på lokaler byggdes Åkersberga centrum ut med ca 8000 m² butiksyta.  Utbyggnaden av centrumet blev klart den 20 oktober 2010.

## Postort
Postorten Åkersberga omfattar större delen av fastlandsdelen av Österåkers kommun, utom Österskär, som av gammal hävd har egen postadress.

## Kommunikationer
Åkersberga genomkorsas av Roslagsbanan, som har fyra stationer inom tätorten. Från Åkersberga station går bussar till bland annat Danderyd, Ljusterö, och Norrtälje, samt Kista via Norrortsleden.

## Musiken i Åkersberga
Punkmusiken har haft en stor scen i Åkersberga. Under 1980-talet fanns det på Centralvägen 4 en gammal byggnad som kallades för Pinkruset, där de som gillade punk kunde samlas, särskilt för att se olika spelningar.
Pinkruset drevs av FMU (Förenad Musikungdom), som startades av Kent Blom (Kramp) och Mårten Tolander (trumslagare i Coca Carola och verksam i skivbolaget Beat Butchers). 1992 beslutades det att byggnaden skulle rivas, men den brändes ner innan rivningen hann starta. Nu ligger det en cirkulationsplats där.
På ungdomsgården Bergagården ordnas ibland musikarrangemang.

## Känt från Åkersberga

### Personer
- Tommy Albelin, ishockeyspelare
- Carina Berg, programledare
- Andreas Lennkvist Manriquez, före detta riksdagsledamot
- Ingrid Carlberg, författare
- Mattias Gustafsson, handbollsspelare
- Richard S. Johnson, golfspelare
- Johan Kinde, musiker
- Thomas Lagerlöf, fotbollstränare och före detta fotbollsspelare
- Loreen, sångerska
- Trimi Makolli, fotbollsspelare
- Pär Nuder, före detta finansminister
- Jesper Parnevik, golfspelare
- Patrik Peter, journalist och före detta pressekreterare vid Säpo
- Ola Skinnarmo, äventyrare
- Alexander Östlund, fotbollsspelare
- Victor Crone, musiker.

### Musikgrupper
- Coca Carola
- Eskobar
- Lustans Lakejer
- Rolands Gosskör
- Travolta Kids